# Lotus michauxianus
Lotus michauxianus är en ärtväxtart som beskrevs av Nicolas Charles Seringe. Lotus michauxianus ingår i släktet käringtänder, och familjen ärtväxter. Inga underarter finns listade i Catalogue of Life.